# Sciurus
A Sciurus az emlősök (Mammalia) osztályának rágcsálók (Rodentia) rendjébe, ezen belül a mókusfélék (Sciuridae) családjába tartozó nem.

## Rendszerezés
A nembe az alábbi 8 alnem és 31 faj tartozik:
- Sciurus Linnaeus, 1758 - alnem, 14 faj
  - európai mókus vagy közönséges erdeimókus  (Sciurus vulgaris) Linnaeus, 1758 - típusfaj
  - kalábriai mókus (Sciurus meridionalis) Lucifero, 1907 - 2017-ben választották külön az európai mókustól
  - japán mókus (Sciurus lis) Temminck, 1844
  - Allen-mókus (Sciurus alleni) Nelson, 1898
  - arizonai erdeimókus (Sciurus arizonensis) Coues, 1867
  - aranyhasú mókus vagy mexikói szürkemókus (Sciurus aureogaster) F. Cuvier, 1829
  - keleti szürkemókus (Sciurus carolinensis) Gmelin, 1788
  - Collie-mókus (Sciurus colliaei) Richardson, 1839
  - Deppe-mókus (Sciurus deppei) Peters, 1863
  - mexikói rókamókus (Sciurus nayaritensis) J. A. Allen, 1890
  - amerikai rókamókus (Sciurus niger) Linnaeus, 1758
  - Peters-mókus (Sciurus oculatus) Peters, 1863
  - amerikai változékonymókus (Sciurus variegatoides) Ogilby, 1839
  - maja erdeimókus (Sciurus yucatanensis) J. A. Allen, 1877
- Otosciurus Nelson, 1899 - alnem, 1 faj
  - ecsetfülű mókus (Sciurus aberti) Woodhouse, 1853
- Guerlinguetus Gray, 1821 - alnem, 5 faj
  - brazil erdeimókus (Sciurus aestuans) Linnaeus, 1766
  - Sciurus ingrami Thomas, 1901 - egyesek a brazil erdeimókus alfajának tekintik
  - bolíviai erdeimókus (Sciurus ignitus) Gray, 1867
  - Sciurus argentinius Thomas, 1921 - egyesek a bolíviai erdeimókus alfajának tekintik
  - sárgatorkú mókus (Sciurus gilvigularis) Wagner, 1842
- Hadrosciurus J. A. Allen, 1915 - alnem, 4 faj
  - tűzvörös mókus (Sciurus flammifer) Thomas, 1904
  - Junin-erdeimókus (Sciurus pyrrhinus) Thomas, 1898
  - észak-amazóniai erdeimókus (Sciurus igniventris) Wagner, 1842
  - dél-amazóniai erdeimókus (Sciurus spadiceus) Olfers, 1818
- Notosciurus J. A. Allen, 1915 - alnem, 4 faj
  - vörösfarkú mókus (Sciurus granatensis) Humboldt, 1811
  - andoki mókus (Sciurus pucheranii) Fitzinger, 1867
  - Sanborn-mókus (Sciurus sanborni) Osgood, 1944
  - Richmond-mókus (Sciurus richmondi) Nelson, 1898
- Simosciurus J. A. Allen, 1915 - alnem, 1 faj
  - Guayaquil-mókus (Sciurus stramineus) Eydoux & Souleyet, 1841
- Tenes Thomas, 1909 - alnem, 1 faj
  - perzsa mókus (Sciurus anomalus) Gmelin, 1778
- Hesperosciurus Nelson, 1899 - alnem, 1 faj
  - nyugati szürkemókus (Sciurus griseus) Ord, 1818